# Jorge Majfud
Jorge Majfud est un écrivain uruguayen, né le 10 septembre 1969 à Tacuarembó. Il étudia l’architecture à l’université de la République. À l’heure actuelle, il se consacre intégralement à la littérature et à ses articles dans différents médias. Il enseigne la littérature latino-américaine à l’université de Géorgie, aux États-Unis. Il a publié Hacia qué patrias del silencio (roman, 1996), Crítica de la pasión pura (essai, 1998), La reina de America (roman, 2001), El tiempo que me tocó vivir (essai, 2004), Perdona nuestros pecados (2007), La ciudad de la Luna (roman, 2009). Il est collaborateur à La República, à La Venguardia, à Rebelion, à La Haine, à Milenio, à Courrier international de Paris, à Monthly Review, à Resource Center of The Americas, à Revista Iberoamericana, à Página/12, à El País Madrid , au Radio Uruguay, Radio Nacional de Argentina, Radio Exterior de España, Radio Popolare Roma, etc. Il est membre du comité scientifique de la revue espagnole Araucaria. Ses essais et articles ont été traduits en anglais, français, portugais, basque, grec et allemand. 
Majfud est l'éditeur, traducteur et prologue des Ilusionistas de Noam Chomsky, le premier livre publié à l'origine en espagnol par le linguiste américain,,. Il a écrit dans des ouvrages collectifs, dont notamment Segunda independencia (Hugo E. Biagini et Arturo Andrés Roig Aguilar, Altea, Taurus et Alfaguara (Buenos Aires, 2007)), De la Indignación a la Rebeldía (avec Eduardo Galeano, Slavoj Žižek et d'autres, Madrid: Ediciones Irreverentes, 2013), Hiroshima, Truman (avec Eduardo Galeano, 2011), Las palabras pueden (avec José Saramago, Mario Vargas Llosa, Carlos Fuentes et Ernesto Sábato, UNICEF, 2007) et 2099 Antología de Ciencia Ficción (Madrid, 2013). Il écrit la préface de Eduardo Galeano sur Ventanas (2013).
Il est finaliste 2014 de l'International Latino Book Awards .
En 2012, il a été choisi par le magazine Foreign Policy comme « L'intellectuel le plus influent d'Amérique latine ».

### Contributeur
- 2018, Cinco entrevistas a Noam Chomsky (Le Monde Diplomatique / Editorial Aun Creemos en los Sueños) by Michel Foucault, Ignacio Ramonet, Daniel Mermet, Jorge Majfud y Federico Kukso.  (ISBN 978-956-340-126-4)
- 2018, "Vsa teža zakona" (Zgodbe iz Urugvaja. Antologija sodobne urugvajske kratke proze/Anthology of contemporary Uruguayan short prose). Translated by Yuri Kunaver.  (ISBN 978-961-6970-91-4)
- 2017, The Routledge History of Latin American Culture (Edited by Carlos Manuel Salomon)  (ISBN 978-1138902565) Routledge Histories.
- 2017, Pertenencia. Narradores sudamericanos en Estados Unidos. Antología. (Melanie Márquez Adams, Hemil García Linares, editores). Ars Communis Editorial, Publisher.  (ISBN 978-0997289039).
- 2016, Ruido Blanco. Antología de cuentos de ciencia ficción uruguaya. (Mónica Marchesky, coordinador)  (ISBN 9974844347) M Ed.
- 2013, De la indignación a la rebeldía (con Eduardo Galeano, Carlos Taibo y Slavoj Žižek).  (ISBN 9788415353553). Ediciones Irreverentes.
- 2012. Ilusionistas. , by Noam Chomsky. Edition, translation, and introduction.  (ISBN 978-84-15353-46-1).  Ediciones Irreverentes.
- 2012, Antología de Nueva York.  (ISBN 978-84-939322-5-1). Ediciones Irreverentes.
- 2012, Antología de ciencia ficción, 2099.  (ISBN 978-84-15353-38-6). Ediciones Irreverentes.
- 2011, Microantología del Microrrelato III.  (ISBN 978-84-15353-15-7).
- 2011, Truman, Hiroshima.  (ISBN 8496959872) (con Eduardo Galeano) Ediciones Irreverentes.
- 2010, El libro del voyeur.  (ISBN 9788496964716). Ediciones del viento.
- 2010, Microantología del Microrrelato II.  (ISBN 978-84-96959-76-7).
- 2010, Entre Orientales y Atlantes. Antología de relatos uruguayo-canaria.  (ISBN 9788415019299). Editorial Baile del Sol.
- 2007, Las palabras pueden.  (ISBN 9789280641608). (con Ernesto Sábato, Mario Vargas Llosa, José Saramago y otros ) United Nations Children's Fund (New York: UNICEF-UN).
- 2008, Los testimonios, de Roque Dalton.  (ISBN 9788496225763). Baile del Sol.
- 2008, Diccionario alternativo.  (ISBN 9789507866531). (con Hugo Biagini y Arturo Andrés Roig). Aguilar/Alfaguara.
- 2007, América Latina hacia su segunda independencia.  (ISBN 9789870406976) (con Hugo Biagini y Arturo Andrés Roig. Aguilar / Alfaguara.
- 1999, Entre siglos/Entre séculos.  (ISBN 9974663059).

## Lectures supplémentaires
- Ferrer Herrero, Raúl. El otro en Jorge Majfud. Madrid: Ediciones Irreverentes, 2017 [30]
- Taiano, Leonor. Finisterre: en el últimolugar del mundo. "Huyendo hacia la paradoja del tío Sam: Consideraciones sobre Crisis de Jorge Majfud" (123-148) [31]
- Gianni, Silvia M. "Identidad de la ausencia", University of Milan.(117-122) [32]